# Parque del Centro del Poblenou
El parque del Centro del Poblenou (en catalán: Parc del Centre del Poblenou) se encuentra en el Distrito de San Martín de Barcelona, en el barrio de Provençals del Poblenou, que le da el nombre. Se halla en el llamado Distrito 22@, un área dedicada a los nuevos sectores económicos y tecnológicos encaminados al desarrollo y la innovación. Fue creado en 2008 con un proyecto del arquitecto francés Jean Nouvel, autor también del rascacielos Torre Agbar en la plaza de las Glorias Catalanas, muy cerca de este parque.

## Descripción

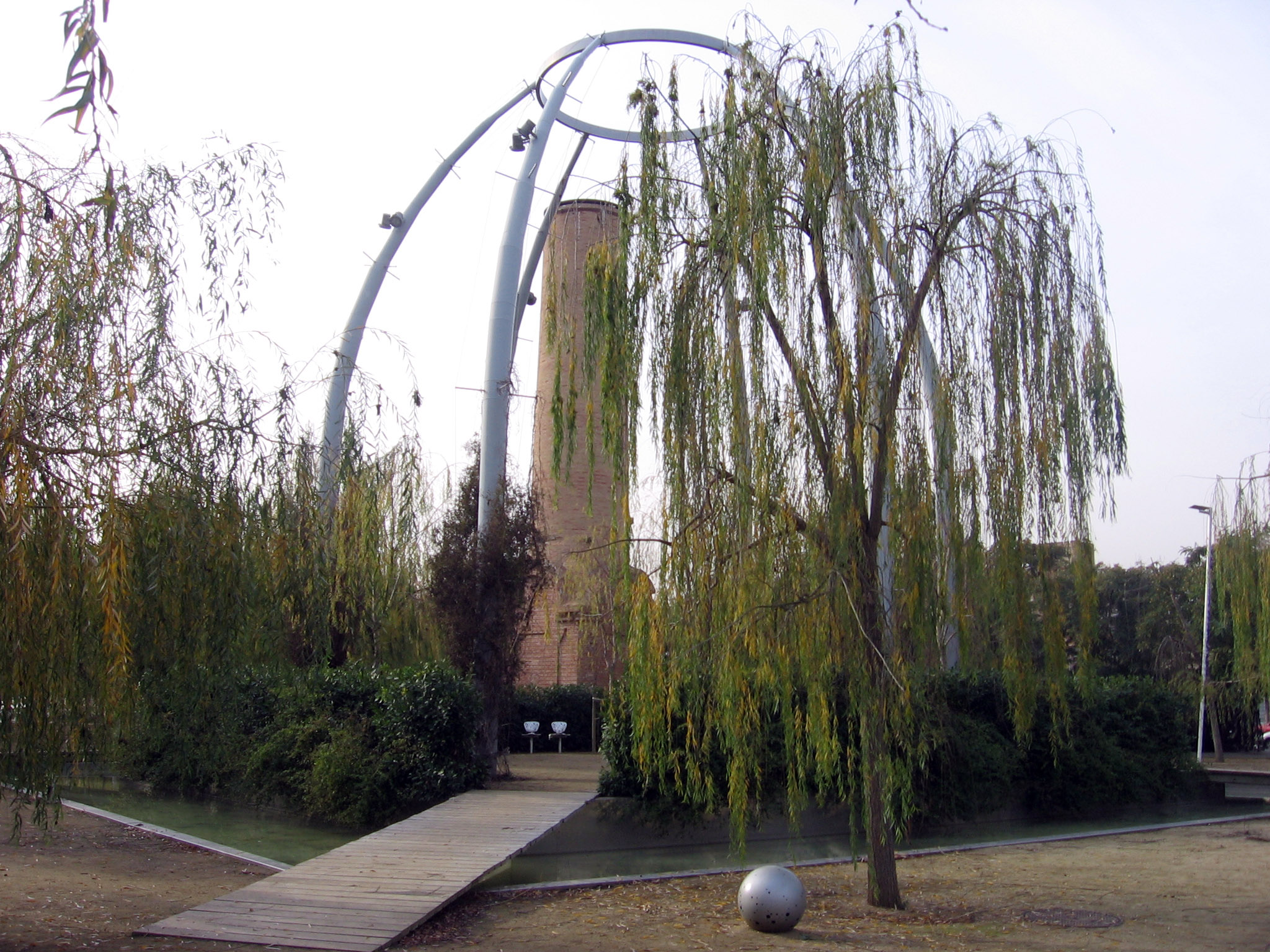
Isla bajo la cúpula.

El parque tiene forma triangular, en el espacio formado por la avenida Diagonal y las calles de Bac de Roda y Marroc, dentro del cual está dividido en tres áreas formadas por la intersección de las calles de Bilbao y Espronceda —transversalmente— y la de Cristóbal de Moura —longitudinalmente—. El área del parque está completamente cercada por unos altos muros de cemento cubiertos de plantas trepadoras, que lo aíslan del ruido circundante, ya que la avenida Diagonal tiene una alta densidad de tráfico. Estos muros presentan regularmente unas ventanas de forma circular decoradas con siluetas de pájaros, y las puertas de acceso al parque son de rejas caladas con formas igualmente de pájaros. Cabe señalar que el arco de entrada de estas puertas está inspirado en el que diseñó Antoni Gaudí para el acceso de la Finca Miralles, en Sarrià. Por dentro el parque se divide en diversos espacios temáticos, creados para evocar distintas sensaciones, donde predomina el diseño y un concepto vanguardista de la ordenación del espacio verde. El mobiliario urbano destaca por la utilización de materiales metálicos de color plateado, generalmente con una trama de orificios circulares perforados en el metal, tanto en sillas y bancos, como lámparas y otros elementos del parque. En cuanto a vegetación se plantaron un millar de árboles, cinco mil arbustos y diez mil plantas trepadoras, con la intención de proporcionar abundante sombra. En el momento de su inauguración Barcelona estaba pasando por una grave sequía, por lo que se tuvo que acondicionar el sistema de riego, inicialmente conectado a la red de agua potable, y se instalaron unas cañerías de riego por goteo conectadas a unos dispositivos de agua freática. Así se pudieron salvar los sauces llorones (Salix babylonica) elegidos por Nouvel como especie predominante del parque, unos árboles que necesitan mucha agua. En cambio, la hierba ocupa solo un 5 % de la superficie del parque.

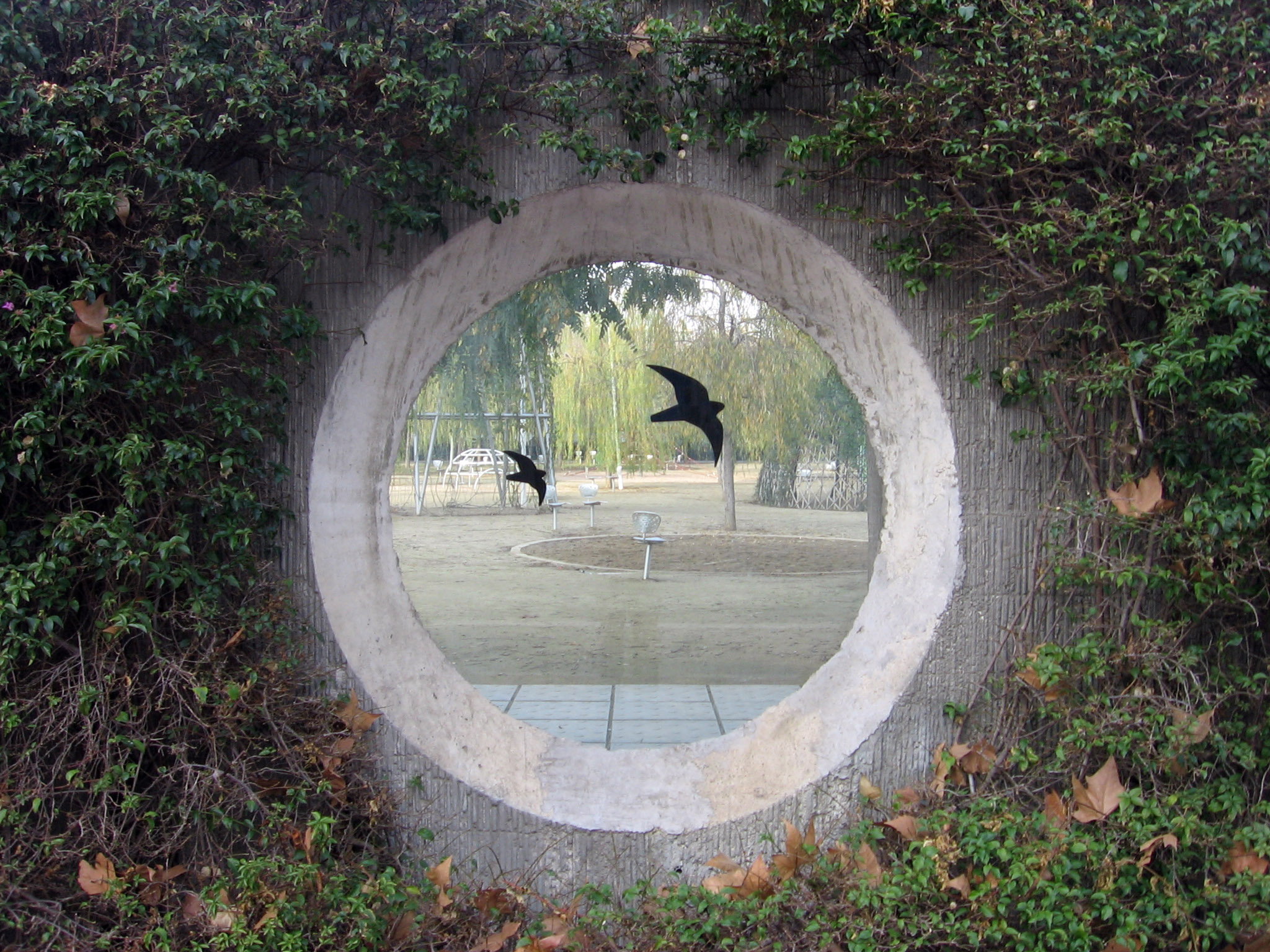
Ventana.

El área más grande es la formada por el espacio situado entre la avenida Diagonal y las calles Bilbao, Marroc y Espronceda, donde se sitúa en primer lugar una planta neumática de recogida de residuos, cuya cubierta forma una montaña artificial cubierta de arena y rocas, la Rampa de Rocas, que simula un paisaje lunar. A continuación vienen las Bóvedas, cuatro bóvedas de plátanos (Platanus x hispanica) de 5, 6, 7 y 8 metros de altura, en sentido ascendente desde la Rampa de Rocas. Desde aquí se abre un llano que contiene diversos elementos, como las Cabañas bajo la lluvia, formadas por unas estructuras metálicas recubiertas de plantas trepadoras; la plaza de la Sardana, una plaza circular de 32 metros de diámetro rodeada de sauces llorones, pensada para practicar el popular baile catalán de la sardana; los Ramos, una serie de elementos verticales en forma de jardineras escultóricas; la Isla bajo la cúpula, un espacio rodeado de un canal de agua que acoge una cúpula metálica rodeada de laureles (Laurus nobilis); y la Chimenea, un vestigio de una antigua fábrica que recuerda el pasado industrial de la zona.
En el área situada entre las calles Espronceda, Bac de Roda, Cristóbal de Moura y la avenida Diagonal se encuentra el Pozo del Mundo, un cráter formado por varias espirales de tierra, con una vegetación formada principalmente por buganvillas (Bougainvillea glabra), que recuerda ciertas obras clásicas del land art. Este pozo pretendía ser una vía de comunicación entre la ciudad condal y Guayaquil (Ecuador), una ciudad hermanada con la capital catalana, que debía tener una pantalla con proyección de imágenes y una conexión vía internet con la ciudad ecuatoriana, que a su vez tendría un espacio equivalente. Sin embargo, este proyecto, diseñado por Joan Maria Soler Farràs, quedó desvirtuado por la falta de colaboración de las autoridades guayaquileñas. Junto al cráter se halla un campo de falsos pimenteros con una serie de estructuras metálicas que suponen una perfecta integración de la escultura en el entorno natural, tituladas Los Nidos y Pozos del Cielo. Estas estructuras tienen formas derivadas de la geometría reglada (paraboloides, hiperboloides, cilindros, esferas), un nuevo homenaje a Gaudí, que gustaba mucho de estas formas en su arquitectura, y fueron colocadas para ser recubiertas por la vegetación.
Por último, en el espacio formado por las calles Espronceda, Marroc, Bac de Roda y Cristóbal de Moura se conserva una antigua fábrica, llamada Oliva Artés, que se ha rehabilitado como equipamiento social. Frente a ella se conserva también un tramo viario del tranvía 70, que iba del Poblenou a Badalona por la calle de Pere IV, que antiguamente atravesaba esta zona y ahora queda cortada por el parque. Junto a la fábrica se encuentra una comisaría de la Guardia Urbana. También hay una zona dedicada a plantas aromáticas.
En el parque hay también áreas de juegos infantiles, mesas de ping-pong y una pista de baloncesto.

## Galería de imágenes

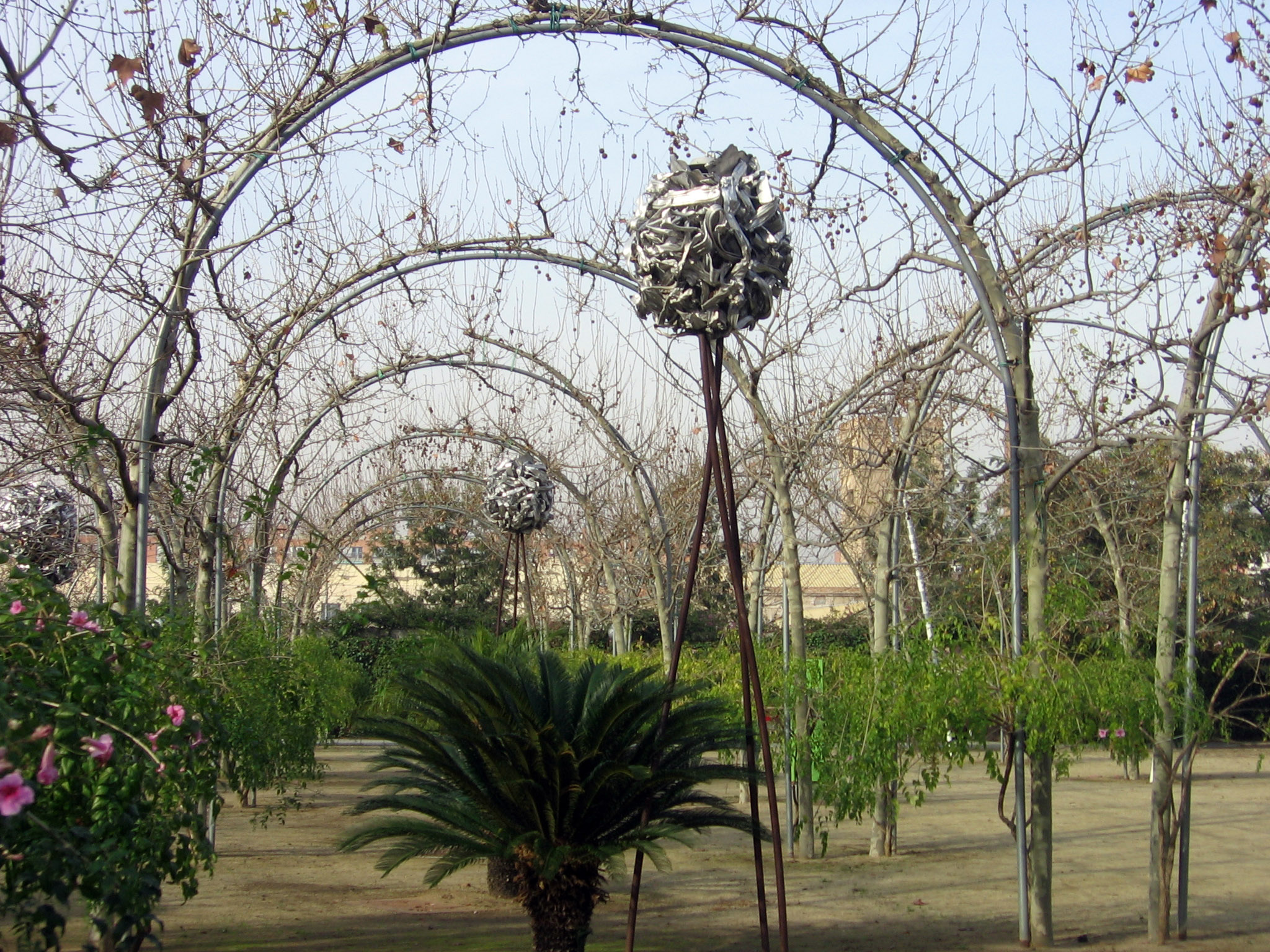
Bóvedas.
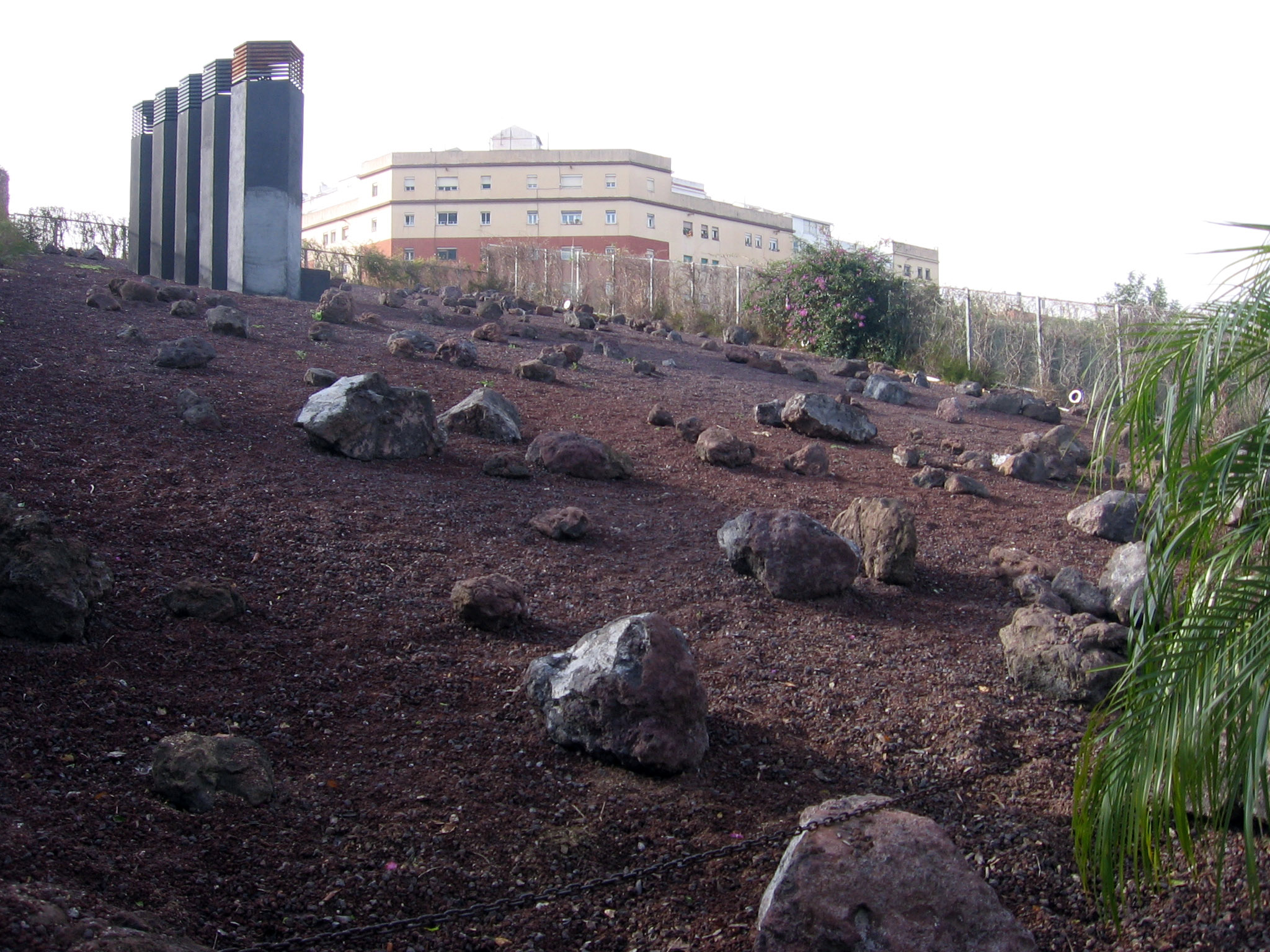
Rampa de Rocas.
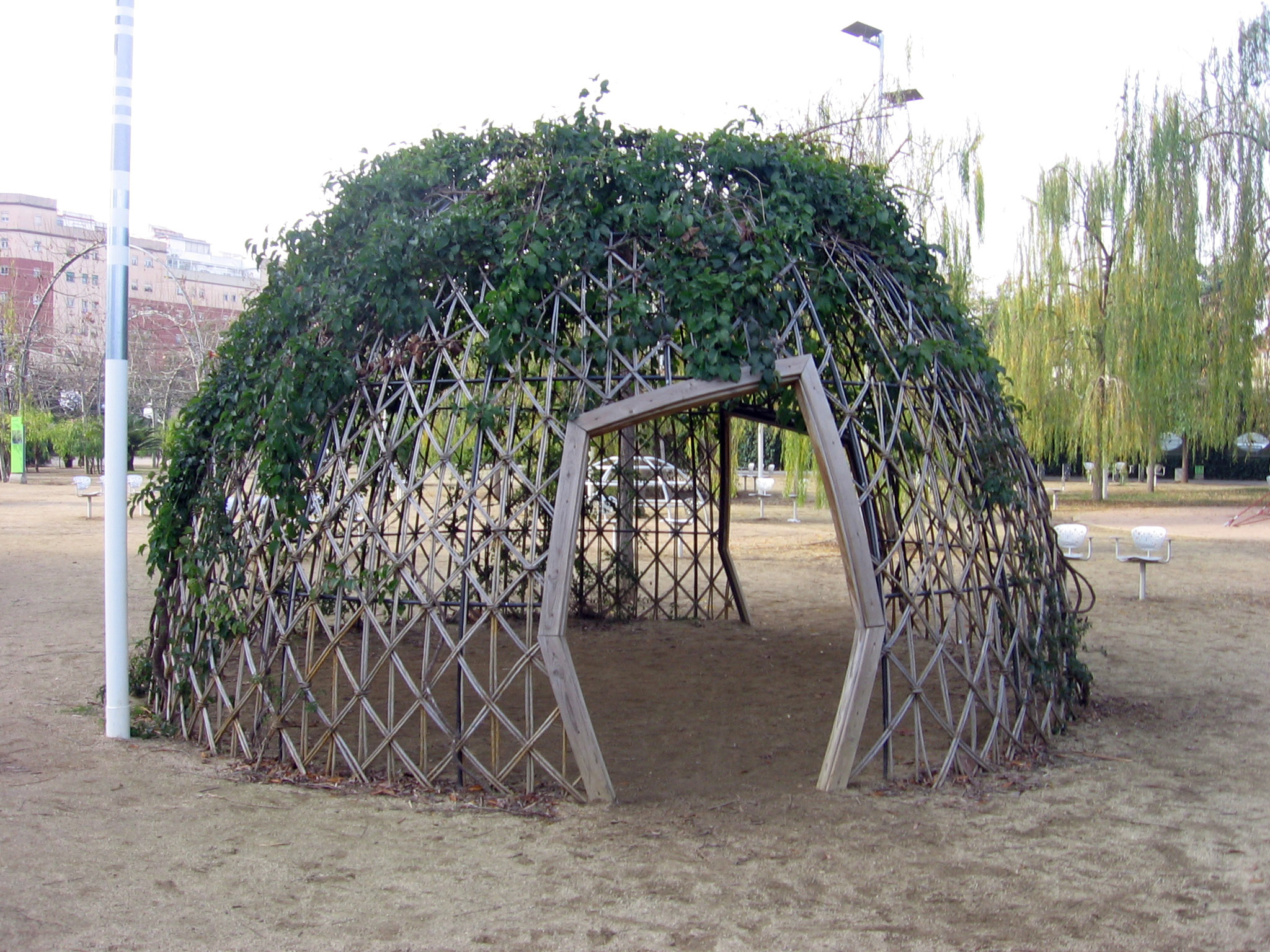
Cabañas bajo la lluvia.
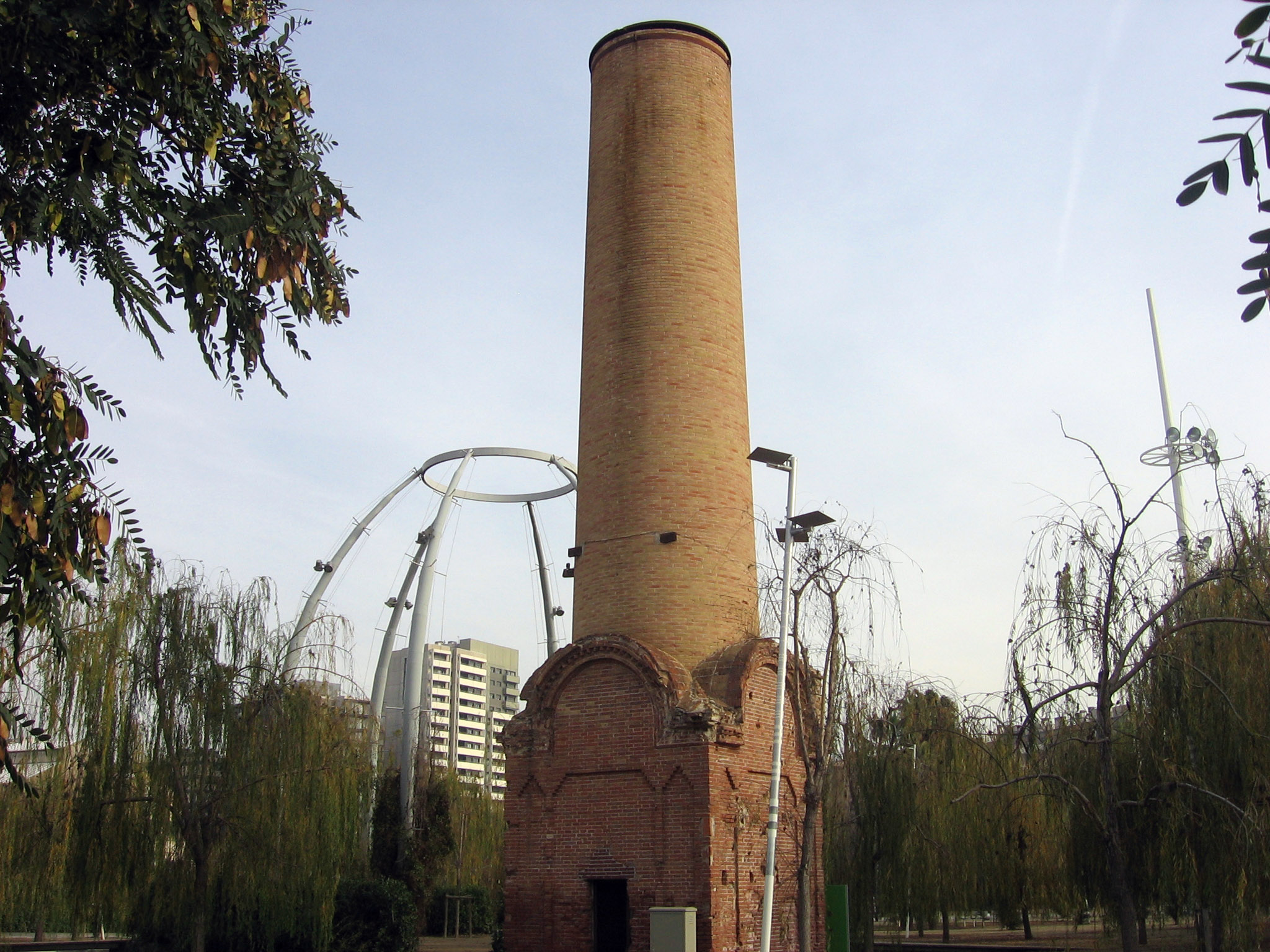
Chimenea.
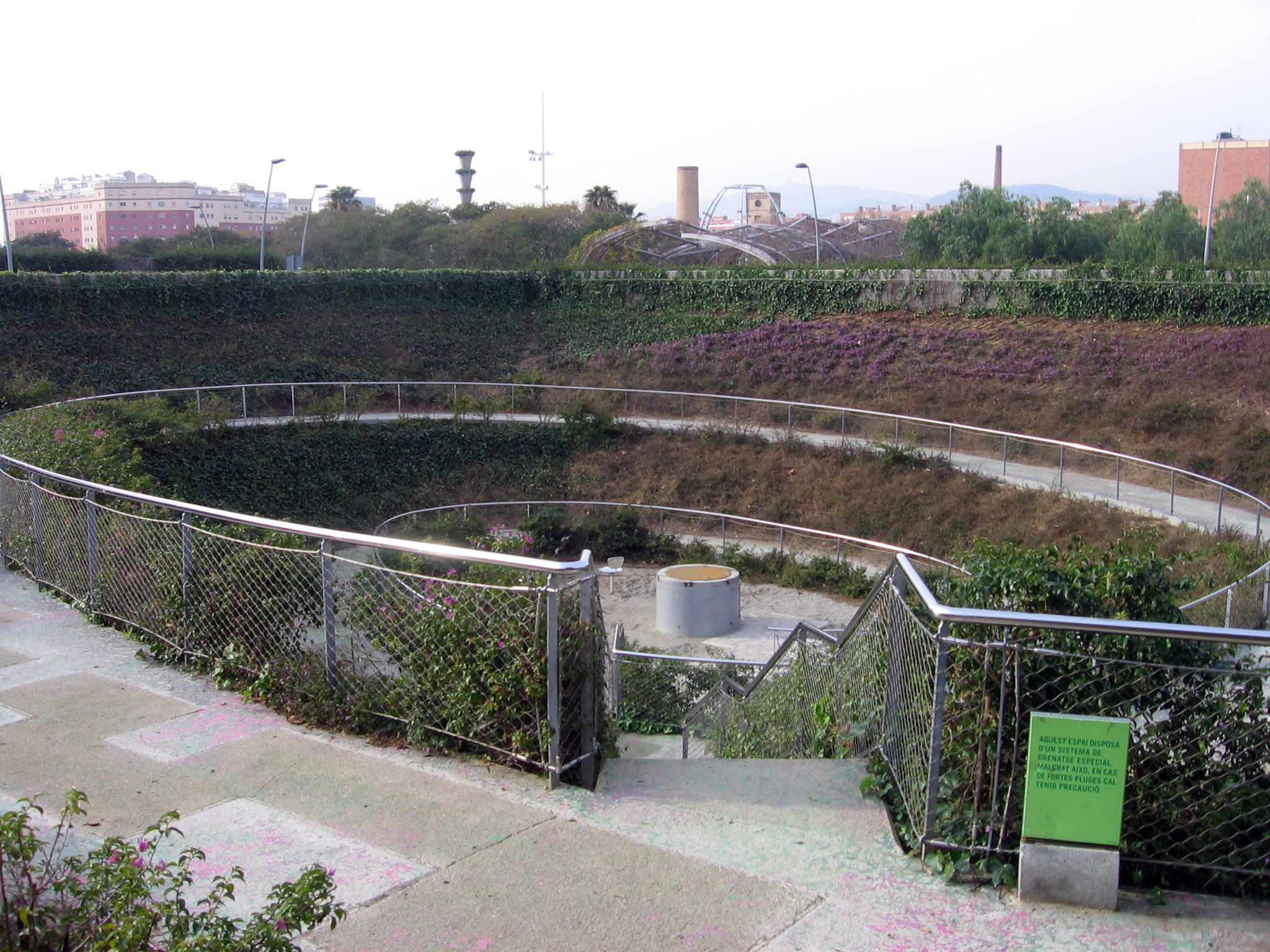
Pozo del Mundo.
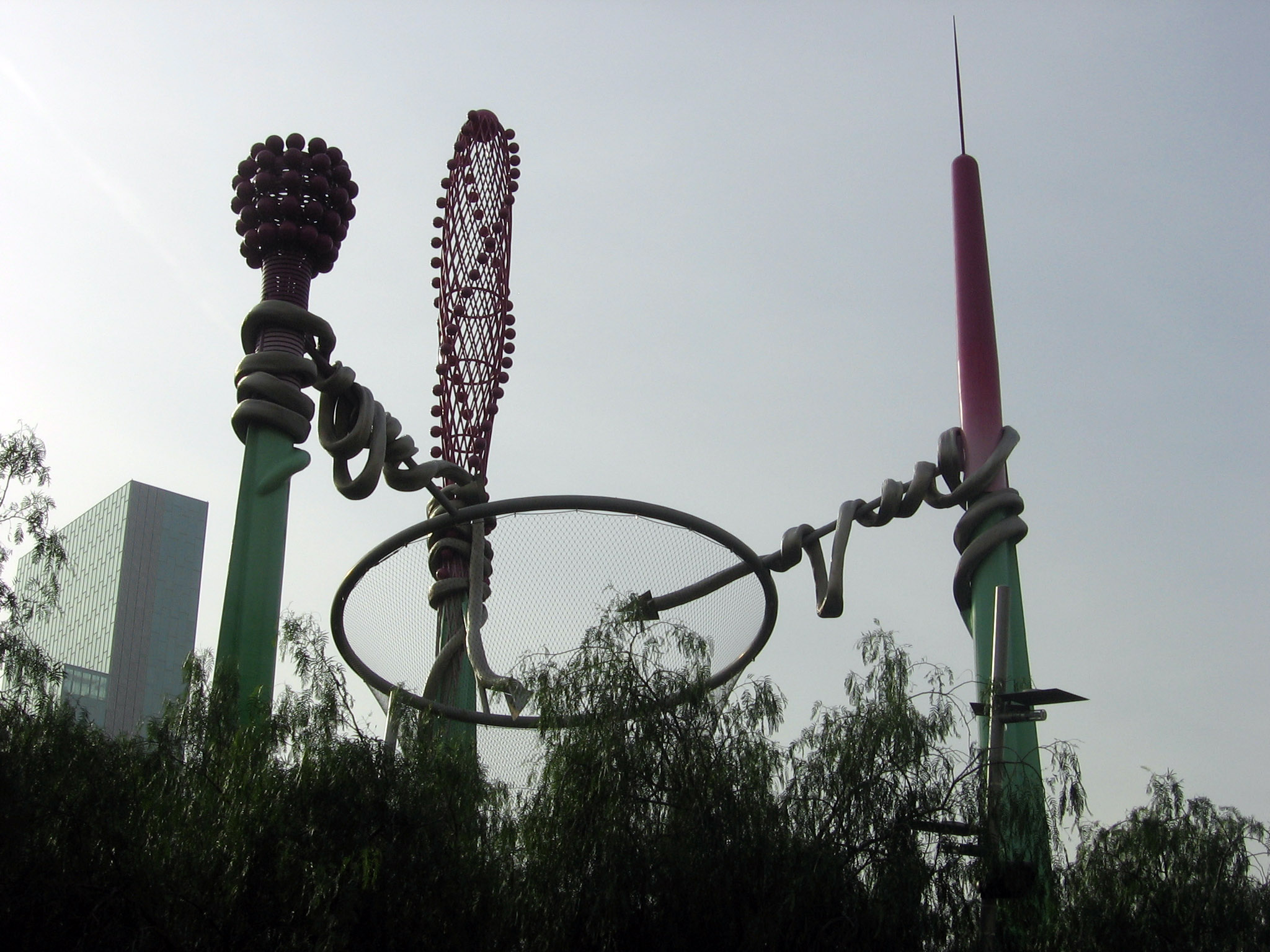
Pozos del Cielo.